# Regering onder soeverein vorst Willem
De regering onder soeverein vorst Willem was de Nederlandse regering tot op het ogenblik dat hij koning Willem I der Nederlanden werd. 
Na de terugkeer op 30 november 1813 van erfprins Willem uit ballingschap vroeg het voorlopig bewind van Gijsbert Karel van Hogendorp en Frans Adam van der Duyn van Maasdam aan hem om staatshoofd der Nederlanden te worden. Willem stemde daarin toe en maakte dit bekend in een proclamatie, waarin hij beloofde te gaan regeren 'onder waarborging eener wijze constitutie'.
Op 30 maart 1814 werd Willem door de Vergadering van Notabelen in Amsterdam ingehuldigd als soeverein vorst van het Soeverein Vorstendom der Verenigde Nederlanden. Hij vond het grondgebied van Nederland te klein om daarvan koning te worden. In 1815 werden hem door de geallieerden extra gebieden aangeboden (het huidige België en Luxemburg), en werd hij alsnog koning Willem I. De inhuldiging van koning Willem I vond op 21 september 1815 plaats te Brussel in het Stadhuis van Brussel en de Kathedraal van Sint-Michiel en Sint-Goedele.

## Ministers
- secretaris van Staat: 
  - Anton Reinhard Falck (conservatief voor 1848), van 31 december 1813 tot 16 maart 1815
- minister van Buitenlandse Zaken:
  - Gijsbert Karel van Hogendorp (orangist), van 7 december 1813 tot 6 april 1814
  - Anne Willem Carel van Nagell van Ampsen (conservatief voor 1848), van 6 april 1814 tot 16 maart 1815
- minister van Binnenlandse Zaken:
  - Hendrik van Stralen (orangist), van 29 november 1813 tot 6 april 1814
  - Willem Frederik Röell (orangist), van 6 april 1814 tot 16 maart 1815
- minister van Financiën: Cornelis Charles Six van Oterleek (conservatief voor 1848), van 6 april 1814 tot 16 maart 1815
- minister van Oorlog:
  - Leopold van Limburg Stirum (orangist) a.i., van 29 november 1813 tot 13 december 1813
  - Berend Hendrik Bentinck tot Buckhorst (orangist), van 29 november 1813 tot 6 april 1814
  - Johan Hendrik Mollerus (conservatief voor 1848), van 6 april 1814 tot 28 juli 1814
  - Jan Willem Janssens (conservatief voor 1848), van 2 december 1814 tot 16 maart 1815
- minister van Marine: Joan Cornelis van der Hoop (conservatief voor 1848), van 29 november 1813 tot 16 maart 1815
- minister van Koloniën en Koophandel:
  - Godert van der Capellen (conservatief voor 1848), van 6 april 1814 tot 29 juli 1814
  - Joan Cornelis van der Hoop (conservatief voor 1848) a.i., van 29 juli 1814 tot 14 september 1814
  - Johannes Goldberg (conservatief voor 1848) a.i., van 2 december 1814 tot 16 maart 1815